# Estrella Galicia
Estrella Galicia es una marca de cerveza elaborada por la empresa cervecera Hijos de Rivera, ubicada en La Coruña (España).
La cervecería La Estrella de Galicia fue fundada en 1906 por José María Rivera Corral cuando regresó a Galicia después de viajar por Cuba y México. La sociedad sigue siendo una empresa familiar con el bisnieto de su fundador, Ignacio Rivera Quintana, como presidente de la misma.
Los mercados de exportación de Estrella Galicia incluyen el Reino Unido, Alemania, Suiza, Paraguay, Portugal, Brasil, México, España y Estados Unidos. Su producción anual en 2023 fue de más de 500 millones de litros. Se ha convertido en una de las cervezas más populares en España; en 2023 fue la segunda cerveza más vendida en el país por detrás de Mahou.

## Historia
El fundador de la empresa fue José María Rivera Corral, nacido en Puentes de García Rodríguez y emigrante retornado de México a finales del siglo XIX, quien fundó en 1906 «La Estrella de Galicia», una fábrica dedicada a la producción de hielo y cerveza, ubicada en la plaza de Cuatro Caminos en La Coruña. El nombre escogido para la fábrica y cerveza hace referencia a su antiguo negocio de Veracruz «La Estrella de Oro». La primera cerveza Estrella de Galicia comenzó siendo una cerveza estilo Pilsen, sin pasteurizar en barril y pasteurizada de botella.

## Patrocinios
Estrella Galicia ha patrocinado al piloto español de Fórmula 1 Carlos Sainz Jr. desde 2015, primero en Toro Rosso entre 2015 y 2017. La marca continuó con Sainz en la Scuderia Ferrari, convirtiéndose en socio oficial desde 2021 hasta 2023. En 2024, Estrella Galicia regresó a McLaren Racing como patrocinador.
En motociclismo, la marca ha patrocinado a varios equipos del Campeonato Mundial, y en 2023 se convirtió en patrocinadora oficial del Mundial de MotoGP a nivel global.
Con una presencia importante en el fútbol, Estrella Galicia ha patrocinado a Celta de Vigo, Deportivo de La Coruña, Racing de Ferrol, CD Lugo y Real Valladolid.

## Tipos
Las variedades que comercializa Estrella Galicia son las siguientes:
- Estrella Galicia: Estrella Galicia Especial, cerveza rubia.
- Estrella Galicia Sin Gluten: cerveza sin gluten.
- La Estrella de Galicia: receta original.
- Estrella Galicia 0.0: cerveza sin alcohol.
- Estrella Galicia Lager: cerveza tipo Lager.
- Estrella Galicia 0.0 Tostada: cerveza tostada sin alcohol.
- Estrella Galicia 0.0 Tostada Sin Gluten: cerveza tostada sin alcohol ni gluten.